# Anicio Fausto Paulino
Anicio Fausto Paulino  fue un político y militar romano del siglo III.

## Familia
Fausto Paulino fue miembro de la gens Anicia, de una familia probablemente originaria de Uzappa, África. Fue el hijo mayor de Quinto Anicio Fausto  y hermano de Sexto Anicio Fausto Pauliniano. Pudo estar casado con una hija de Sexto Coceyo Vibiano y ser padre de Marco Coceyo Anicio Fausto Flaviano y Sexto Coceyo Anicio Fausto Paulino, pero también es posible que tuviese una hermana casada con un miembro de la gens Coceya y fuesen ellos los padres de aquellos dos. Según esto último, Fausto Paulino sería antepasado de Paulino, uno de los cónsules del año 277.

## Carrera pública
Nació probablemente alrededor del año 180. Fue cónsul suffectus en la década de los años 220, en todo caso antes de los años 229 y 230 cuando era legado de Moesia Inferior, una provincia consular.